# Groom (Texas)
Groom ist eine US-amerikanische Kleinstadt mit 587 Einwohnern (2000) in Carson County des US-Bundesstaats Texas.

## Geographie
Der 2,1 km² große Ort liegt an der Interstate 40 zwischen Amarillo und Oklahoma City. Die historische Route 66 führte an Groom vorbei. 
Die Stadt wurde nach Colonel B. B. Groom benannt, der hier eine Ranch errichtet hatte.

## Wirtschaft
Das Gebiet wird hauptsächlich landwirtschaftlich genutzt. Neben dem Anbau von Weizen- und Maiskulturen wird auch Rinderzucht betrieben.

## Giant Cross
Außerhalb Grooms steht ein 58 Meter hohes freistehendes Kreuz, das wegen seiner Lage und Größe weithin sichtbar ist. Die Basis des 1995 von Steve Thomas errichteten Kreuzes ist mit lebensgroßen Kreuzwegstationen ausgestaltet.⊙
In Effingham, Illinois, steht ein ähnliches Kreuz, das acht Fuß höher als jenes in Groom ist, und nach dessen Vorbild gestaltet wurde.

## Der schiefe Wasserturm
Östlich von Groom steht ein zur Seite geneigter Wasserturm an der historischen Route 66, der früher in Verwendung war und in der Gegenwart zur Dekoration dient. Er ist ein beliebtes Motiv für Touristen.

## Fotogalerie

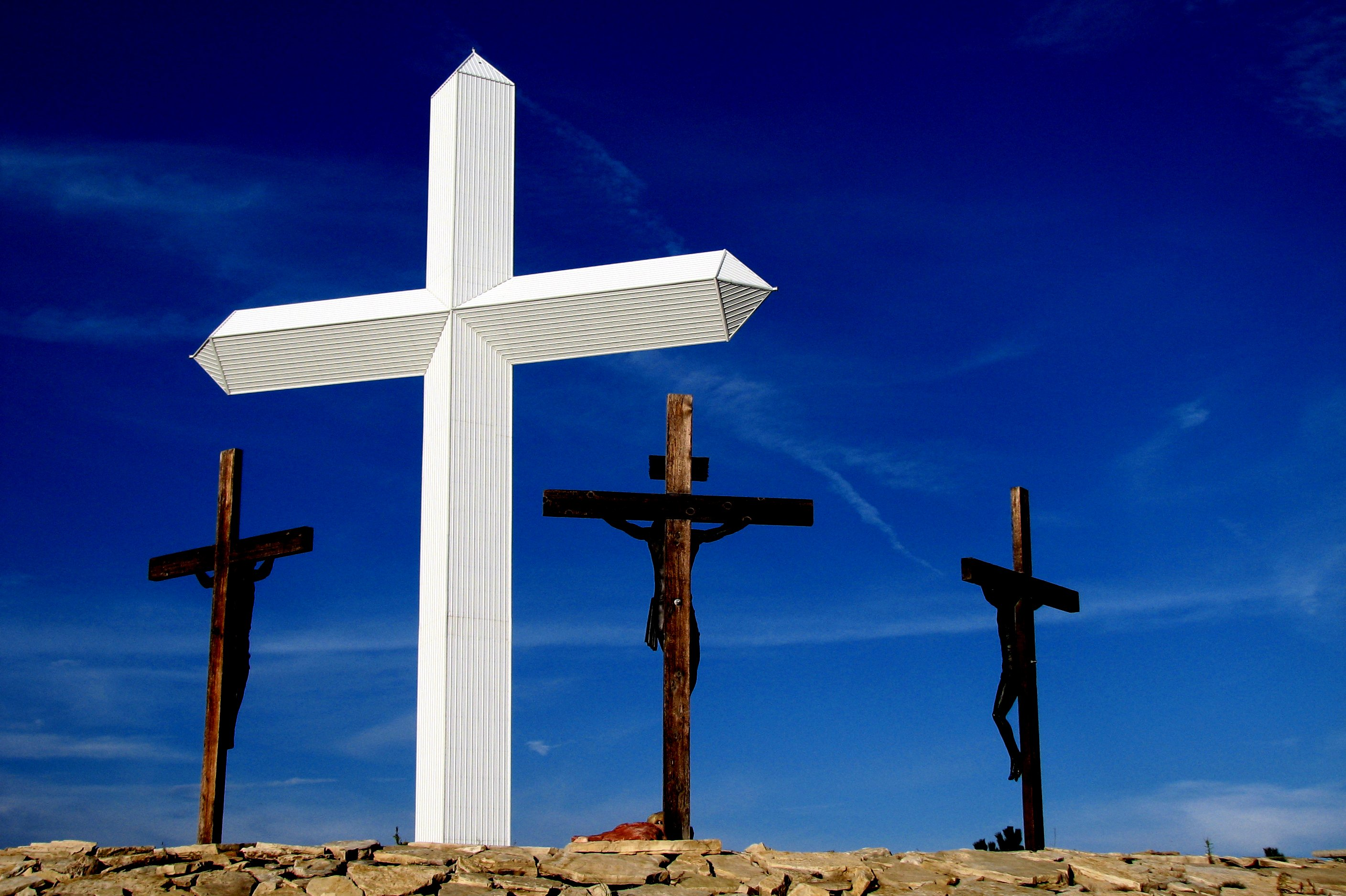
Giant Cross
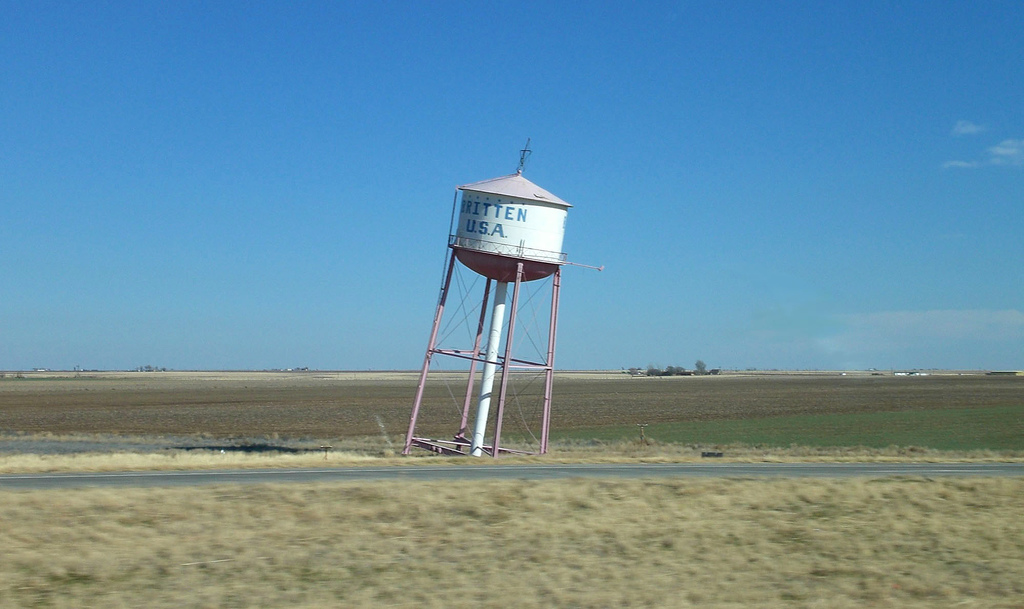
Der schiefe Wasserturm

## Persönlichkeiten
- Leland Chapman (* 1976), Kopfgeldjäger